# Halictus cyrenaicus
Halictus cyrenaicus är en biart som beskrevs av Blüthgen 1930. Halictus cyrenaicus ingår i släktet bandbin, och familjen vägbin. Inga underarter finns listade i Catalogue of Life.